# Companhia do Santo Sacramento
A "Companhia do Santo Sacramento" foi uma sociedade católica fundada em 1627 por Henrique de Levis, Duque de Ventadour. Sua missão: fazer « todo o bem possível e afastar todo o mal possível ». Ela é devotada à Eucaristia, que é a fonte e o ponto alto da vida da Igreja. A criação e obra da Companhia inscrevem-se no movimento da Reforma Católica, nascida da vontade reformadora do Concílio de Trento, em meados do século XVI. 
É uma das menos conhecidas Companhias Européias fundadas no século XVII porém sua existência lembra a importância das questões religiosas, em matéria de colonização, à época.

## Seu papel e ação
René de Voyer de Paulmy d'Argenson, uma das personalidades eminentes da Companhia e fonte importante na criação da história da Companhia, nos diz que esta « toma por seu brasão a figura de uma Santa Hóstia dentro de um sol ». 
Seu objetivo oficial era de « devotar-se a toda a necessidade do próximo em toda a extensão da caridade ». Assim, em 1656, é sob a pressão da Companhia que o Cardeal Mazarino cria o Hospital Geral em Paris. Bossuet exprime com profundidade, em 1652, o projeto da Companhia do Santo Sacramento: « construir uma Jerusalém em meio à Babilônia ». Além da caridade ativa e da atividade missionária, ela procurava, através da voz de seus membros, reprimir os maus costumes e limitar a liberdade dos protestantes até as fronteiras dos direitos garantidos pelo Édito de Nantes. Se ela cultivava o segredo era por considerar que este era:  « a alma da Companhia… Ele permite notadamente liberar as obras dos danos do amor próprio » tal qual Deus escondido em Jesus Cristo, verdadeiro modelo a seguir. 
Mas a Companhia era antes de tudo para seus membros um meio de santificação. As ações feitas discretamente por cada irmão eram dedicadas a isso. Além disso, a Companhia funcionava com o uma verdadeira confraria, onde os irmãos vivos dedicavam-se a rezar pela salvação dos irmãos mortos, e os mortos intercediam pelos vivos no Céu.
A Companhia praticava a « correção fraterna »: cada um escolhia um amigo entre os irmãos « para alertá-lo sobre seus defeitos e para receber por seu meio o socorro salutar da correção fraterna. ».

## Implantação e rede
A primeira Companhia criada foi a de Paris, entre 1627 e 1629, por iniciativa do Duque de Ventadour que viria a tornar-se padre em seguida. Mas a Companhia parisiense expandiu-se em breve por numerosas filiais criadas em toda a parte na França por seus devotos. As criações de filiais nas províncias escalonaram-se de 1629 até aos anos 1660.
A Companhia parisiense era a geradora das normas e as Companhias provinciais eram conclamadas a respeitar a política e os estatutos desta. A organização desta rede era centralizada e bem ramificada.

## Recrutamento
A abrangência social da irmandade mostra que esta sociedade era elitista. São encontrados poucos membros provindos da Corte, porém muitas pessoas do Clero e de profissões liberais. Podem-se encontrar tanto religiosos quanto laicos.
A Companhia contou entre seus membros com numerosas personalidades do século XVII:
- Bossuet, que tentou limitar a libertinagem do Rei Luís XIV e levou Louise de La Vallière a entrar para o convento;
- Vincente de Paula; padre, canonizado em 1737,
- O Principe de Conti, depois de sua conversão, por volta de 1655, após uma vida de devassidão;
- O Barão Gaston de Renty que tornou-se superior da Companhia nos anos 1640;
- O prelado François Fouquet, irmão do superintendente Nicolas Fouquet, que sustentou financeiramente a Companhia;
- Guillaume de Lamoignon, primeiro Presidente do Parlamento de Paris;
- Gabriel Calloet-Kerbrat, Advogado Geral no Parlamento da Bretanha;
- René de Voyer d'Argenson, grande servidor do Estado e um dos fundadores e dos membros mais ativos da Companhia;
- Jean-Jacques Olier, cura da paróquia parisiense da Igreja de Saint-Sulpice, verdadeira paróquia-modelo;
- Guy Colombet, padre e fundador de hospitais em Saint-Étienne;
- Bédien Morange, vigário geral da diocese de Lyon;[4]
- Charles Démia, fundador de escolas elementares em Lyon.

Como que para liberar-se deste recrutamento por vezes mundano, a Companhia do Santo Sacramento apaga de seu seio qualquer preconceito ligado à escala social. Assim, se o Príncipe de Conti chegasse atrasado quando de uma sessão, ele teria de sentar-se em um dos lugares ainda vazios. A Companhia dá assim a impressão de querer ligar-se à Igreja primitiva. No entanto, os valetes que acompanham os irmãos, nas quintas-feiras, eram catequizados em um aposento à parte. Este traço condensa a ambivalência desta sociedade que, apesar de esforços leais, ressentia-se de suas origens nobres.

## Supressão da Companhia
Em seus primórdios, Richelieu, o Rei Luís XIII de França e o Papa Urbano VIII apoiam sua criação, já que a obra da Companhia inscreve-se na vontade de reforma religiosa perseguida evidentemente tanto pelo poder real quanto papal. Porém, ela logo foi objeto de uma forte suspeita. O Cardeal Mazarino, sucessor de Richelieu, suspeitava que fosse uma « cabala dos devotos », o « partido devoto » reagrupando principalmente um grande número de antigos partidários da Fronda e de ser favorável ao Rei Felipe IV de Espanha contra quem a França estava em guerra. O poder, com Colbert, também começava a temer a Companhia como um « Estado dentro do Estado » que tomava diretrizes sem prestar contas ao rei.

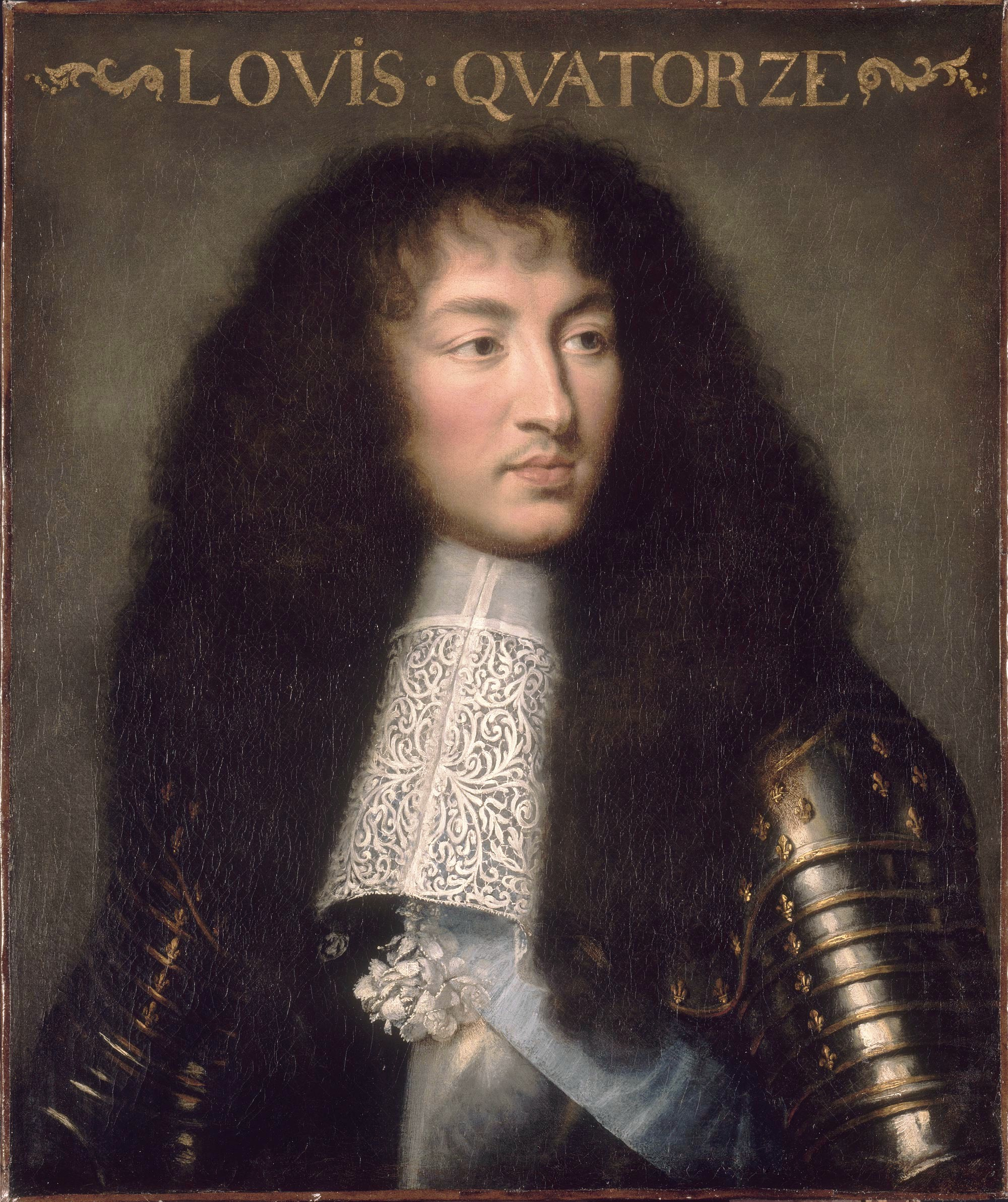
Luís XIV em 1661

Em 1660, Mazarino tenta suprimir a Companhia, interditando todas as sociedades secretas, porém esta resiste. René de Voyer d'Argenson: « 26 de Setembro de 1664, dia de domingo. Tomo conhecimento que o Cardeal Mazarino disse à Princesa de Conti, sua sobrinha, que ele deu um grande golpe de estado, ao acabar com as assembléias da Companhia do Santo Sacramento ; que a Liga teve um tênue início e que ele seria indigno de seu ministério se não destruísse todas estas cabalas de devotos. A Companhia afinal é oficialmente dissolvida por Luís XIV em 1666, após a morte de sua mãe Ana d'Áustria, que havia sido um tenaz apoio da Companhia, sendo ela própria bastante devota. 
A Companhia do Santo Sacramento é sobretudo conhecida por seus ataques à obra de Molière, "Tartufo". O escritor escreveu de certa forma esta obra em oposição a ela. Molière denuncia na peça teatral, à primeira vista, os "falsos devotos" e à hipocrisia religiosa através do principal personagem, Tartufo, que se aproveita, sob a cobertura da falsa virtude religiosa, da fraqueza dos espíritos, e toma o controle das consciências. Hoje, por sua contextualização, os observadores admitem que os ataques de Molière não estão voltados na verdade contra os hipotéticos "falsos devotos", e sim contra os excessos dos verdadeiros devotos. Não representaria a peça, assim, uma crítica à Igreja e aos valores de seu tempo? Sabe-se que a Companhia insistia em atacar os blasfemadores, os duelistas, os libertinos, os comerciantes de carne que não respeitavam a Quaresma, os donos de cabarés... Todos os meios eram permitidos para estes ataques, inclusive a delação. Condenava também o tabaco, as músicas dos mascates, as toaletes muito decotadas. 
A Rainha Ana d'Áustria, principal sustentação da Companhia, fez proibir a peça a partir de 1664, mas Molière pode finalmente reencenar seu "Tartufo" sem problemas a partir de 1669, na sequência à dissolução oficial da Companhia e com o apoio do rei. Este, à época, estava todo voltado para seus amores com a Marquesa de Montespan, que sucedia no leito real à doce Louise de La Vallière (isso antes dela própria ser continuamente enganada por seu amante que - ademais - cumpria escrupulosamente seus deveres conjugais).

## Controvérsiashistóricas
A má reputação da Companhia manteve-se na historiografia. Ela foi acusada de fazer o jogo da Inquisição, de causar o derramamento de sangue e de sustentar uma ordem moral austera.
A ação da Companhia é, desta forma, controversa. A prática do "segredo", adotada por ela, levou o poder real contemporâneo a considerá-la como tendendo à subversão da ordem política. Os detratores da Companhia acusam-na do fato desta ter sustentado uma ordem política subversiva por estar subordinada à Espanha ultra católica e à Roma. O historiador Michel Vergé-Franceschi notadamente argumentou contra a companhia baseando-se na figura de Nicolas Fouquet, que teria sido o verdadeiro chefe deste partido devoto, o que teria legitimado sua prisão por Luís XIV em setembro de 1661. Em contrapartida, não está provado que ele fosse afiliado à Companhia; Alain Talon, que estudou especificamente a obra da Companhia, sublinha que o objetivo dela era, antes de tudo, agir sobre a sociedade, não sobre a política do Estado que a Companhia respeitava. Para ele, a prática do "segredo" por seus seguidores era apenas um meio de agir como fazia o Pai, escondido na figura de seu filho, Jesus Cristo, permitindo a imitação de Cristo pela confraria e assim alcançando a santificação.